# Moksha
Cet article concerne un concept hindou et jaïn. Pour la rivière de Russie, voir Mokcha. Pour la langue mordve, voir Mokcha (langue). Pour le logiciel d'environnement de bureau, voir Enlightenment (logiciel).
Moksha (sanskrit IAST : mokṣa ; devanāgarī : मोक्ष ; « libération ») désigne, dans l'hindouisme et le jaïnisme, la libération finale de l'âme individuelle ou jīva du cycle des renaissances, le saṃsāra. Le moksha est en quelque sorte l'équivalent hindou du nirvāṇa bouddhique ; dans le sikhisme, le terme de mukti est utilisé.

## Dans l'hindouisme
La croyance quant à la manière dont le moksha peut être atteint diffère d'une tradition à l'autre. Il y a aussi différents types de libération: durant la vie ("jivan-mukta") ou de plusieurs façons distinctes après la mort ou dans ce monde. De façon générale, trois voies ou mārga (sanskrit : « chemin ») sont identifiées :
- karma mārga ou « voie de l'action » : cette voie est explicitée par les Veda et les enseignements des brahmanes. Elle suppose que l'on se plie aux obligations que la vie - autrement dit sa caste - impose, les actions et les pensées dans cette vie déterminant sa future incarnation.
- jñāna mārga ou « voie de la connaissance » : cette voie implique méditation et pratique ascétique pour comprendre la réalité et rejeter l'illusion, la Māyā. C'est celle par exemple de l'Advaita Vedānta et du Rāja Yoga[4].
- bhakti mārga ou « voie de la dévotion » : considérée comme plus facile que le jñāna mārga, cette voie est plus populaire. Elle implique l'identification du dévot avec une divinité particulière, habituellement Rāma ou Krishna. Le premier grand texte de la bhakti est la Bhagavad-Gītā où Krishna affirme : « Seulement avec amour, vous pouvez venir à moi ».

## Dans le jaïnisme

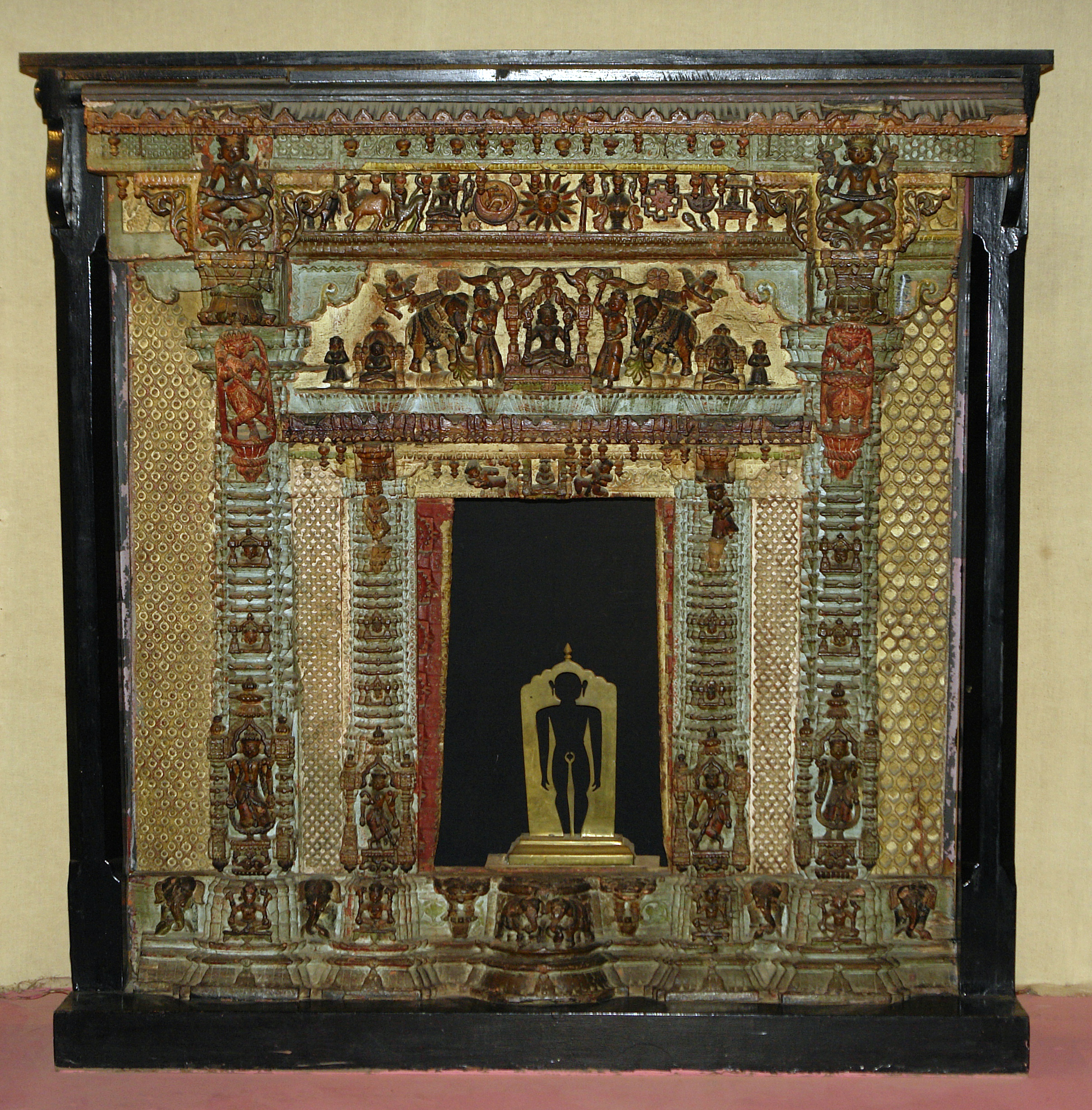
Sculpture en bois peint d'un sanctuaire Jaïn, symbolisant la Libération (Moksha), datation inconnue, musée national de l'artisanat et des métiers à tisser, New Delhi, Inde.

Dans le jaïnisme, suivre les mahavratas - c'est-à-dire les cinq vœux principaux de cette religion pour brûler son karma - est primordial afin d'arriver au moksa. Le stade de kevala jnana, l'omniscience, doit être atteint avant le moksa qui n'est donné qu'une fois sa vie finie. Il y a quatorze stades, les gunasthanas à gravir. Il existe aussi pour les laïcs des vœux mineurs à suivre pour être en conformité avec les êtres, les jivas qui peuplent l'univers. Le jeûne et la méditation aident à la libération,.